# Alain Weisz

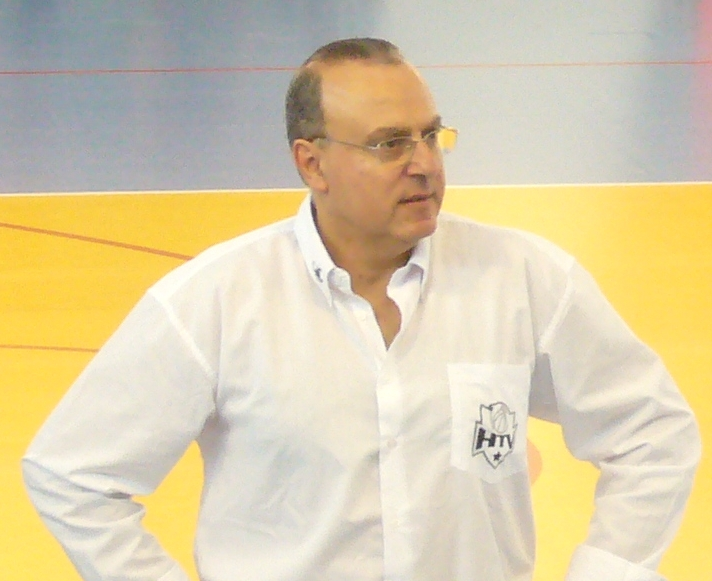
Alain Weisz

Alain Weisz (* 29. Mai 1953 in Marseille) ist ein französischer Basketballtrainer.

## Werdegang
Weisz’ Eltern waren Kommunisten. Er wurde Lehrer und durchlief eine Sportlehrerausbildung am Leistungszentrum INSEP. Als junger Trainer hospitierte Weisz zwei Wochen bei der von Ralph Klein betreuten israelischen Nationalmannschaft.
Er war Trainer beim Paris Université Club, von 1983 bis 1986 betreute er die Damen von ASA Sceaux, arbeitete von 1986 bis 1990 als Trainer in Poissy. 1990 wechselte er wieder zu ASA Sceaux, übernahm diesmal das Traineramt bei der Herrenmannschaft, die er 1993 zum Aufstieg in die erste Liga Frankreichs, die Ligue Nationale de Basket, führte. Zu seinen Spielern dort gehörte Moustapha Sonko.
Während der Saison 1994/95 trat Weisz das Traineramt beim abstiegsbedrohten Erstligisten Montpellier Basket an. Er führte die Mannschaft noch in die Meisterrunde. 1996 verließ Weisz die Mannschaft und heuerte bei Le Mans Sarthe Basket an, war dort bis 2000 tätig. Ab 1997 war er zeitgleich Assistenztrainer der französischen Nationalmannschaft, trug unter anderem zum Gewinn der Silbermedaille bei den Olympischen Spielen 2000 bei. Nach Olympia wurde er Nachfolger von Jean-Pierre De Vincenzi als Cheftrainer der Nationalmannschaft. Dieses Amt übte Weisz bis 2003 aus. Bei der Europameisterschaft 2001 wurde er mit Frankreich Sechster, bei der EM 2003 Vierter.
2003/04 trainierte er SIG Straßburg, von 2005 bis 2007 dann die Damen von Pays d’Aix-en-Provence. 2006 wurde er als bester Trainer der französischen Liga ausgezeichnet. Im Eurocup führte er Aix-en-Provence in die Endspiele, welche man im März 2006 gegen Spartak Moskau verlor.
Zur Saison 2007/08 wechselte Weisz in den Männerbereich zurück und wurde Trainer von Hyères-Toulon VB. Bis 2011 arbeitete er beim Erstligisten, in der Saison 2012/13 war Weisz Trainer des Zweitligisten Olympique d’Antibes. Bei der Afrikameisterschaft 2011 war er Trainer der Nationalmannschaft des Senegal, mit der er bei dem Turnier Fünfter wurde.
Im Mai 2013 gab Erstligist SLUC Nancy Weisz’ Verpflichtung bekannt. Zweimal erreichte er mit der Mannschaft das Halbfinale um die französische Meisterschaft. Ende November 2016 wurde er entlassen, als Nancy auf dem letzten Tabellenplatz stand.
2018 ging er als Sportlicher Leiter nach Levallois zurück. Er wurde des Weiteren stellvertretender Vorsitzender des Vereins. Im Mai 2021 gab Weisz seinen Abschied von Levallois am Ende der Saison 2020/21 bekannt, blieb letztlich aber bis 2023 als Sportlicher Leiter im Amt.